# Казароко (Мачерата)
Казароко (итал. Casarocco) насеље је у Италији у округу Мачерата, региону Марке.
Према процени из 2011. у насељу је живело 12 становника. Насеље се налази на надморској висини од 664 м.